# Chaiturus
Chaiturus là một chi thực vật có hoa trong họ Hoa môi (Lamiaceae).

## Loài
Chi Chaiturus gồm các loài: